# دوجينشي

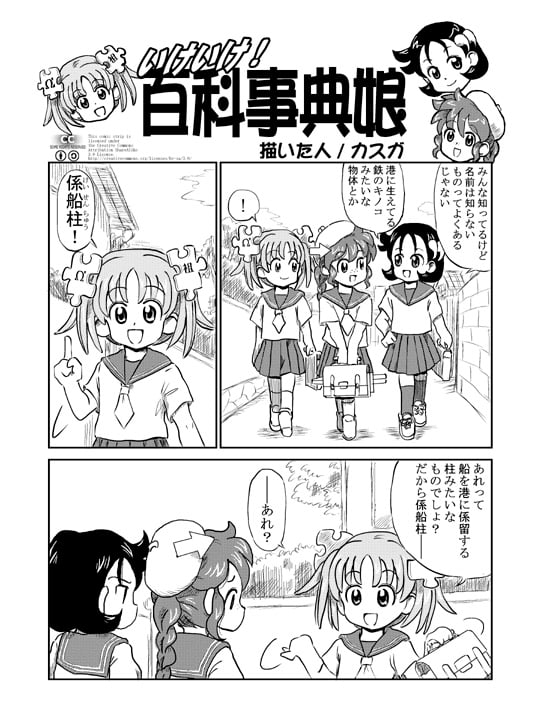
رسم "اذهبي! موسوعة الفتيات"

دوجينشي (同人誌) هو مصطلح ياباني للإشارة إلى الأعمال ذاتية النشر، عادة مانجا، مجلات أو روايات.
غالباً ما تكون الدوجنشي من صنع الهواة رغم أن بعض المحترفين أيضاً يساهمون في نشر بعض المحتوى خارج إطار الطرح الرسمي، والدوجينشي هي جزء من ثقافة أكبر تتمثل بالأنمي والألعاب الألكترونية، يتم الإشارة لمجموعة من مؤلفي الدوجنشي بمصطلح ساكورو (サークル, circle)، 

## التفاصيل
في الغالب تكون الدوجينشي العمال هواة، لكن قد يعمل بعض المحترفين على دوجينشي لنشرها خارج طرق النشر العادية. كلمة دوجينشي مأخوذة من دوجين(同人، وتعني حرفياً الشخص ذاته، تستعمل للإشارة إلى الأشخاص الذين يتشاركون الاهتمام ذاته) وشي(誌، لاحقة معناها "منشورة ذاتياً"). الدوجينشي جزء من تصنيف أكبر بكثير وهو الدوجين، يتضمن الألعاب، انمي والأعمال الفنية. المجموعة التي تعمل في الدوجينشي تطلق على نفسها ساكورو(サークル).

## روابط خارجية
- Passion: Popular dōjinshi fanlisting site
- Doujinshi DB نسخة محفوظة 18 ديسمبر 2017 على موقع واي باك مشين.: Huge user-submitted database of dōjinshi artists, circles, and books, including name translations
- Nippon Fanifesto! A Tribute to DIY Manga—an illustrated essay explaining dōjinshi and their diversity